# HMS Fame (1805)
HMS Fame (Корабль Его Величества «Фэйм») — 74-пушечный линейный корабль
третьего ранга. Шестой корабль Королевского 
флота, названный HMS Fame. Первый линейный корабль типа Fame. Относился к так 
называемым «обычным 74-пушечным кораблям», нёс на верхней орудийной палубе 18-фунтовые пушки. Заложен 22 января 1802 года. Спущен на воду 8 октября 1805 года на королевской верфи в 
Дептфорде. Принял участие во многих морских сражениях периода Наполеоновских войн.

## Служба
4 июня 1806 года Fame, под командованием капитана Ричарда Генри Александра Беннетта, в составе эскадры вице-адмирала Джона Уоррена отплыл из Спитхеда на поиски французской эскадры контр-адмирала Вильоме, действовавшей в Вест-Индии. 12 июля эскадра бросила якорь у берегов Барбадоса, а в августе прибыла к Багамским островам, в то время как эскадра Вильоме находилась значительно севернее. Впрочем эскадра Вильоме вскоре была рассеяна штормом, корабли укрылись частью в американских, частью в карибских портах. Только четыре линейных корабля из исходных одиннадцати когда-либо вернулись во Францию.
В ноябре 1808 года Fame присоединился к эскадре лорда Кокрейна, базирующейся в гавани Росаса. Британцы помогали испанским войскам в обороне города во время вторжения французской армии. Морские пехотинцы с Fame присоединились к защитникам форта Тринидад, охранявшего город, и в течение нескольких дней сдерживали превосходящие силы противника. Однако когда 5 декабря город капитулировал, Кокрейн, не видя смысла в дальнейшем сопротивлении, отдал приказ отступить. Лодки с Fame помогли эвакуировать британский гарнизон форта, после чего эскадра ушла в море.
3 октября 1814 Fame был выведен из состава флота и переведен в резерв. Он оставался в резерве до 1817 года, когда было принято решение отправить корабль на слом.